# 센서 융합

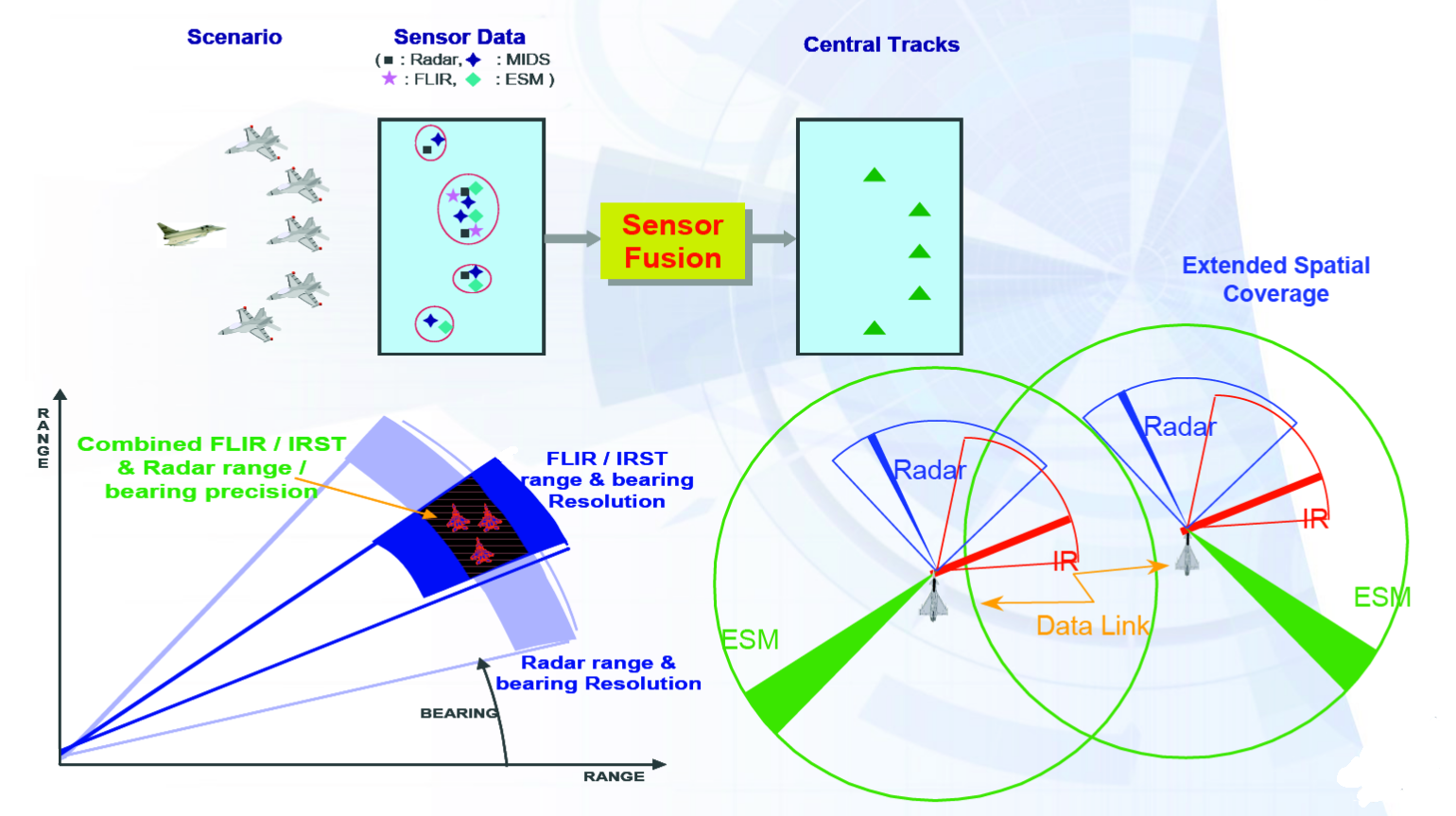
유로파이터 센서 융합

센서 융합, 센서 결합, 센서 퓨전(Sensor fusion)은 센서 데이터 또는 서로 다른 소스에서 파생된 데이터를 결합하여 결과 정보가 이러한 소스를 개별적으로 사용할 때 가능한 것보다 불확실성이 적도록 하는 프로세스이다. 예를 들어, 비디오 카메라 및 와이파이 위치 측정 신호와 같은 여러 데이터 소스를 결합하여 실내 물체의 보다 정확한 위치 추정을 잠재적으로 얻을 수 있다. 이 경우 불확실성 감소라는 용어는 더 정확하고, 더 완전하거나, 더 신뢰할 수 있음을 의미할 수도 있고, 입체 시각(약간 다른 두 카메라의 2차원 이미지를 결합하여 깊이 정보 계산)과 같은 새로운 관점의 결과를 나타낼 수도 있다.
융합 프로세스의 데이터 소스는 동일한 센서에서 생성되도록 지정되지 않았다. 직접 융합, 간접 융합, 전자 두 가지의 출력 융합을 구분할 수 있다. 직접 융합은 이종 또는 동종 센서, 소프트 센서, 센서 데이터의 이력 값 집합에서 얻은 센서 데이터를 융합하는 반면, 간접 융합은 환경 및 인간의 입력에 대한 사전 지식과 같은 정보 소스를 사용한다.
센서 융합은 (다중 센서) 데이터 융합이라고도 하며 정보 융합의 하위 집합이다.

## 센서 예시
- 가속도계
- 플래시 라이다
- GPS
- 자기계
- MEMS
- 위상배열
- 레이더
- 초장기선 간섭 관측법 (평방킬로미터 간섭계 등)
- 지진계
- 소나
- 소노부이
- 프로페셔널 비디오 카메라
- →추가 센서 목록

## 알고리즘
- 칼만 필터
- 베이즈 네트워크
- 합성곱 신경망
- 가우시안 과정

## 같이 보기
- 데이터 (컴퓨팅)
- 데이터 마이닝